# Elaphoglossum cardioglossum
Elaphoglossum cardioglossum là một loài dương xỉ trong họ Dryopteridaceae. Loài này được Mickel mô tả khoa học đầu tiên năm 1985.